# Прихна, Татьяна Алексеевна
Прихна Татьяна Алексеевна — учёный, изучающий проблемы физического и химического материаловедения, специалист в области создания монокристаллических, массивных и пленочных материалов с использованием технологий синтеза и спекания в широком диапазоне изменения давлений и температур (вакуумные технологии, свободное спекание, горячее и изостатическое прессование, высокое квазиизостатические давление, электроискровое спекание и др.). Известна как создатель сверхпроводящих материалов с высоким уровнем функциональных характеристик, а также машин и устройств, на их основе. Занимается синтезом МАХ фаз, а также созданием композиционных конструкционных материалов на базе тугоплавких боридов, карбидов и нитридов. Исследует закономерности формирования структуры материалов с заданным уровнем свойств используя рентгеновскую дифракцию, трансмиссионную и растровую электронную микроскопию, Оже- и Рамановскую спектроскопию, магнитные и транспортные методы оценки сверхпроводящих свойств, традиционные методы исследования химических и механических характеристик.
Кандидат технических наук (1986), Доктор технических наук (1998), профессор (2007), академик НАН Украины (2021), академик Всемирной Академии Керамики (2006).

## Биография
Родилась 22 сентября 1957 г., город Киев, Украина. Окончила факультет химического машиностроения Киевского политехнического института (современное наименование — Национальный технический университет Украины «Киевский политехнический институт») в 1980 г. получив специальность инженера-механика., а в 1990г без отрыва от производства окончила специальный факультет Киевского государственного Университета им. Т. Г. Шевченко и получила диплом по специальности «Физика высокотемпературных сверхпроводников».
В 1986 г. защитила диссертацию кандидата технических наук «Синтез из расплава монокристаллов системы Al-B-C абразивного назначения» (Институт сверхтвердых материалов НАН Украины) и доктора технических наук «Основы термобарической обработки высокотемпературных сверхпроводников» в 1998 г (Институт сверхтвердых материалов НАН Украины). С 2006 года член-корреспондент НАН Украины. В 2007 г. получила звание профессора. В 2006 г была избрана академиком Всемирной Академии керамики (World Academy of Ceramics), Италия.

### Деятельность
Институт сверхтвердых материалов НАН Украины (1980- наст. время).
Киевский национальный университет строительства и архитектуры (2000-наст. время) — работа по совместительству
- С 2005 г. — зав. отделом Института сверхтвердых материалов им. В. Н. Бакуля НАН Украины,
- С 2001 профессор кафедры химии Киевского национального университета строительства и архитектуры,

а также:
- приглашенный профессор (2003), лаборатория СRETA (Консорциум исследователей передовых технологий)/CNRS, г. Гренобль, Франция;
- приглашенный профессор (2004, 2005, 2006, 2008, 2009), Институт физики высоких технологий а впоследствии Институт фотонных технологий им. Лейбница г. Йена, Германия;
- приглашенный профессор (2007), лаборатория Физики металлургии/CNRS, г. Пуатье, Франция
- профессор (по совместительству), кафедра химии Киевского национального университет строительства и архитектуры (2001- по наст. время);
- член редколлегии журнала «Сверхтвердые материалы» («Superhard Materials» (Springer)) (2012 — до наст.времени);
- член Редколлегии Европейского общества прикладной сверхпроводимости (Editorial board of European Society of Applied Superconductivity) (2005—2010);
- член Европейского общества прикладной сверхпроводимости (European Society of Applied Superconductivity) (2005 — до наст.времени);
- член редколлегии журнала «Ceramics International» (Elsivier) (2006—2011).

## Награды и звания
- Орден княгини Ольги III степени (2012);
- Почётная грамота Кабинета Министров Украины (2008);
- Знак «Ушинский К. Д.» Академии педагогических наук Украины (2011);
- Памятная медаль к 90-летию Национальной Академии наук Украины (2008);
- Бронзовая медаль ВДНХ СССР (1987).

## Публикации
1. Бориды алюминия, П. С. Кислый, В. А. Неронов, Т. А. Прихна, Ю. В. Бевза, Киев, «Наукова думка».-1990. — 192 с.
2. Т. О. Пріхна, Наноструктуровані керамічні надпровідні матеріали для струмообмежувачів, електричних машин та пристроїв, що працюють на принципах левітації // Физико-технические проблемы современного материаловедения — 2013. — Том.2 — С. 300—318.
3. T.A. Prikhna, M. Eisterer, H.W. Weber, W. Gawalek, V.V. Kovylaev, M.V. Karpets, T.V. Basyuk and V.E. Moshchil Nanostructural inhomogeneities acting as pinning centers in bulk MgB2 with low and enhanced grain connectivity // Supercond. Sci. Technol. — 2014. — Vol. 27, № 4. — Р. 044013 (9pp)
4. T. Prikhna, M. Eisterer, H. W. Weber, W. Gawalek, X. Chaud, V. Sokolovsky, V. Moshchil, A. Kozyrev, V. Sverdun, R. Kuznietsov, T. Habisreuther, M. Karpets, V. Kovylaev, J. Noudem, J. Rabier, A. Joulain, W. Goldacker, T. Basyuk, V. Tkach, J. Dellith, C. Schmidt, A. Shaternik, Pinning in MgB2- and YBaCuO-вased ыuperconductors: еffect of мanufacturing зressure and temperature // IEEE transactions on applied superconductivity. — 2013. — Vol. 23, №. 3, 8001605 (5pp).
5. Т. А. Прихна, С. Н. Дуб, A.В. Старостина, М. В. Карпец, T. Кабьеш, П. Шартье Механические свойства материалов на основе МАХ-фаз системы Ti-Al-C // Сверхтвердые материалы. — 2012. — № 2. — С. 38-48.
6. T.A. Prikhna, W. Gawalek, V.E. Moshchil, N.V. Sergienko, V.B. Sverdun, A.B. Surzhenko,L.S. Uspenskaya, R. Viznichenko, A.A. Kordyuk, D. Litzkendorf, T. Habisreuther, S. Kracunovska and A.V. Vlasenko. Formation of superconducting junctions in MT-YBCO // Supercond. Sci. Technol. — 2005. — Vol. 18. — P. 153—157

- монографии —4;
- статьи — 183;
- изобретения (патенты, авторские свидетельства) — 22;
- научные публикации 387.